# Lunenburg (condado de Worcester)
Lunenburg es un lugar designado por el censo ubicado en el condado de Worcester en el estado estadounidense de Massachusetts. En el Censo de 2010 tenía una población de 1.760 habitantes y una densidad poblacional de 178,97 personas por km².

## Geografía
Lunenburg se encuentra ubicado en las coordenadas 42°35′36″N 71°43′37″O / 42.59333, -71.72694. Según la Oficina del Censo de los Estados Unidos, Lunenburg tiene una superficie total de 9.83 km², de la cual 9.83 km² corresponden a tierra firme y (0%) 0 km² es agua.

## Demografía
Según el censo de 2010, había 1.760 personas residiendo en Lunenburg. La densidad de población era de 178,97 hab./km². De los 1.760 habitantes, Lunenburg estaba compuesto por el 95% blancos, el 1.02% eran afroamericanos, el 0.34% eran amerindios, el 1.08% eran asiáticos, el 0% eran isleños del Pacífico, el 0.97% eran de otras razas y el 1.59% pertenecían a dos o más razas. Del total de la población el 2.73% eran hispanos o latinos de cualquier raza.